# Exocarya sclerioides
Exocarya sclerioides là loài thực vật có hoa trong họ Cói. Loài này được (F.Muell.) Benth. mô tả khoa học đầu tiên năm 1877.